# 파리 나무십자가 소년합창단

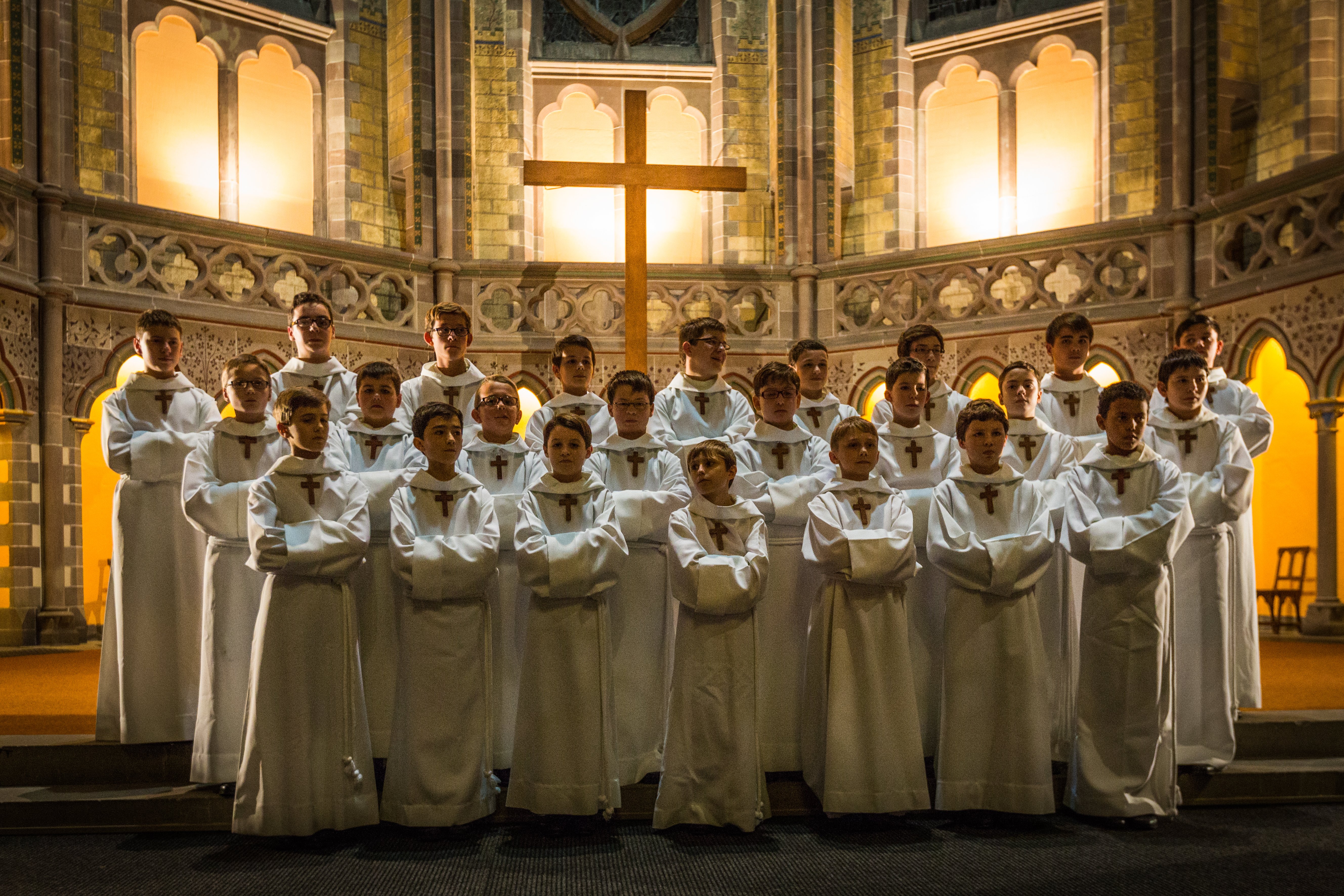
2013년 11월 스트라스부르에서의 공연 모습

파리 나무십자가 소년합창단(木十字架少年合唱團, 프랑스어: Manécanterie des Petits Chanteurs à la croix de bois)은 프랑스의 소년합창단이다. '나무 십자가 소년합창단'이라고도 불리며, 100년 이상 역사와 전통 있으며, 8세부터 15세 사이 총 100명 소년으로 구성한 세계 유일의 아카펠라 소년합창단이다.

## 개요
1907년에 파리의 보리라르 지구(地區)의 가난한 어린이들로 조직된 합창단이며 가난한 어린이들에게 종교음악을 가르치는 것이 창립 목적이었다. 그러나 차차 유명해져서 그 뒤로는 전문 합창단으로 활약하게 되었다.
멤버는 때에 따라 달라지기도 한다. 전반(前半)은 흰 수사복(修士服)을 입고 목에 나무십자가를 걸고 종교음악을 부르고, 후반(後半)은 유니폼을 입고 세속적인 곡을 부르는 것이 순서로 되어 있다.
파리 나무십자가 소년합창단이 일반적인 소년합창단과 다른 점은, 어른이 몇 명 가담하여 낮은 음을 확보·지탱하고 있다는 점이다. 이 때문에 편곡이 필요없고 원곡대로 부를 수 있다는 장점을 지닌다. 변성기 전의 어린 소년들이 소프라노와 알토를, 변성기를 지난 소년들이 테너와 베이스를 맡아 노래하므로, 합창의 형식은 남성4부 합창이지만 실제로는 혼성합창의 소리를 낸다.
1931년 미국 뉴욕 카네기홀에서의 공연으로 세계 언론과 관객들에게 큰 주목을 받으며 세계적인 명성을 얻는다.'평화의 사도'라는 그들의 별칭에 걸맞게 1953년 끌로뉴 국제평화회의와 1956년 파리평화회의 특별공연, 1965년 베들레헴 성탄절 특별공연, 1970년 퐁피두 대통령으로부터 파리 2000년 기념훈장을 수여 받으며 2005년 12월 한국 공연 직후 바티칸공화국 초청으로 신임교황 16세의 취임축하 특별공연을 가져 뜨거운 호응을 이끌어내기도 했다. 2007년7월 14일, 프랑스의 가장 큰 국경일인 '혁명 기념일'을 맞이하여 프랑스 정부의 공식 초청을 받아 전 사르코지 대통령 및 유럽연합 26개국의 군대와 수많은 프랑스 시민들 앞에서 프랑스국가(La Marseillaise)를 시작으로 저항군의 노래(Le Chant des Partisans), 베토벤의 환희의 송가 등을 부르는 모습이 프랑스 전역에 생중계 되면서 프랑스를 대표하는 소년합창단으로서의 영예를 누렸다.
1971년 첫 내한공연 이후 수많은 한국팬들에게 가장 사랑받는 합창단이자 매년 전국 전석 매진의 경이로운 흥행 기록을 계속 이어가고 있다.

## 같이 보기
- 빈 소년 합창단